# RXFP2
RXFP2, relaksinu/insulinu-slična familija, peptidni receptor 2, je humani G-protein spregnuti receptor.

## Literatura
1. ↑  „Entrez Gene: RXFP2 relaxin/insulin-like family peptide receptor 2”.

## Dodatna literatura
- Bathgate RA; Ivell R; Sanborn BM;  . (2005). „Receptors for relaxin family peptides.”. Ann. N. Y. Acad. Sci. 1041: 61—76. PMID 15956688. doi:10.1196/annals.1282.010.
- Bathgate RA; Ivell R; Sanborn BM;  . (2006). „International Union of Pharmacology LVII: recommendations for the nomenclature of receptors for relaxin family peptides.”. Pharmacol. Rev. 58 (1): 7—31. PMID 16507880. doi:10.1124/pr.58.1.9.
- Hsu SY; Nakabayashi K; Nishi S;  . (2002). „Activation of orphan receptors by the hormone relaxin.”. Science. 295 (5555): 671—4. PMID 11809971. doi:10.1126/science.1065654.
- Kumagai J; Hsu SY; Matsumi H;  . (2002). „INSL3/Leydig insulin-like peptide activates the LGR8 receptor important in testis descent.”. J. Biol. Chem. 277 (35): 31283—6. PMID 12114498. doi:10.1074/jbc.C200398200.
- Gorlov IP; Kamat A; Bogatcheva NV;  . (2003). „Mutations of the GREAT gene cause cryptorchidism.”. Hum. Mol. Genet. 11 (19): 2309—18. PMID 12217959. doi:10.1093/hmg/11.19.2309.
- Sudo S; Kumagai J; Nishi S;  . (2003). „H3 relaxin is a specific ligand for LGR7 and activates the receptor by interacting with both the ectodomain and the exoloop 2.”. J. Biol. Chem. 278 (10): 7855—62. PMID 12506116. doi:10.1074/jbc.M212457200.
- Ferlin A; Simonato M; Bartoloni L;  . (2003). „The INSL3-LGR8/GREAT ligand-receptor pair in human cryptorchidism.”. J. Clin. Endocrinol. Metab. 88 (9): 4273—9. PMID 12970298. doi:10.1210/jc.2003-030359.
- Roh J; Virtanen H; Kumagai J;  . (2004). „Lack of LGR8 gene mutation in Finnish patients with a family history of cryptorchidism.”. Reprod. Biomed. Online. 7 (4): 400—6. PMID 14656401. doi:10.1016/S1472-6483(10)61883-4.
- Vinci G; Anjot MN; Trivin C;  . (2005). „An analysis of the genetic factors involved in testicular descent in a cohort of 14 male patients with anorchia.”. J. Clin. Endocrinol. Metab. 89 (12): 6282—5. PMID 15579790. doi:10.1210/jc.2004-0891.
- Büllesbach EE, Schwabe C (2005). „LGR8 signal activation by the relaxin-like factor.”. J. Biol. Chem. 280 (15): 14586—90. PMID 15708846. doi:10.1074/jbc.M414443200.
- Muda M; He C; Martini PG;  . (2005). „Splice variants of the relaxin and INSL3 receptors reveal unanticipated molecular complexity.”. Mol. Hum. Reprod. 11 (8): 591—600. PMID 16051677. doi:10.1093/molehr/gah205.
- Rosengren KJ; Zhang S; Lin F;  . (2006). „Solution structure and characterization of the LGR8 receptor binding surface of insulin-like peptide 3.”. J. Biol. Chem. 281 (38): 28287—95. PMID 16867980. doi:10.1074/jbc.M603829200.
- Bogatcheva NV; Ferlin A; Feng S;  . (2007). „T222P mutation of the insulin-like 3 hormone receptor LGR8 is associated with testicular maldescent and hinders receptor expression on the cell surface membrane.”. Am. J. Physiol. Endocrinol. Metab. 292 (1): E138—44. PMID 16926383. doi:10.1152/ajpendo.00228.2006.
- Scott DJ; Layfield S; Yan Y;  . (2007). „Characterization of novel splice variants of LGR7 and LGR8 reveals that receptor signaling is mediated by their unique low density lipoprotein class A modules.”. J. Biol. Chem. 281 (46): 34942—54. PMID 16963451. doi:10.1074/jbc.M602728200.
- El Houate B; Rouba H; Sibai H;  . (2007). „Novel mutations involving the INSL3 gene associated with cryptorchidism.”. J. Urol. 177 (5): 1947—51. PMID 17437853. doi:10.1016/j.juro.2007.01.002.
- Scott DJ; Wilkinson TN; Zhang S;  . (2007). „Defining the LGR8 residues involved in binding insulin-like peptide 3.”. Mol. Endocrinol. 21 (7): 1699—712. PMID 17473281. doi:10.1210/me.2007-0097.

## Spoljašnje veze
- „Relaxin Family Peptide Receptors: RXFP2”. IUPHAR Database of Receptors and Ion Channels. International Union of Basic and Clinical Pharmacology. Архивирано из оригинала 03. 03. 2016. г.